# Metriopelma ledezmae
Metriopelma ledezmae é uma espécie de aranha pertencente à família Theraphosidae (tarântulas).